# Grand Prix de triathlon 2001
Navigation
Grand Prix de triathlon 2000 Grand Prix de triathlon 2002
Le Grand Prix de triathlon 2001 est composée de cinq courses organisées par la Fédération française de triathlon (FFTRI). Chaque course est disputée au format sprint soit 750 m de natation, 20 km de cyclisme et 5 km de course à pied. 
Le Grand Prix de triathlon 2001 se déroule du 2 juin au 15 septembre 2001. Cette année là, il est aussi appelé Grand Prix Aréna.  

## Calendrier
| Étapes   | Date                     | Villes              |
| -------- | ------------------------ | ------------------- |
| 1° étape | samedi 2 juin 2001       | Marseille           |
| 2° étape | samedi 9 juin 2001       | Beauvais            |
| 3° étape | samedi 30 juin 2001      | Saint-Jean-de-Monts |
| 4° étape | samedi 28 juillet 2001   | Vesoul              |
| 5° étape | samedi 15 septembre 2001 | La Baule            |

## Clubs engagés

### Hommes
- Racing Club de France
- E.C. Sartrouville Triathlon
- Beauvais Triathlon
- Poissy Tri Duathon Club
- Les Sables Vendée Tri
- Montluçon Triathlon
- Rouen Triathlon
- Groupe Tri Vesoul Haute-Saône
- ASPTT Nancy
- TC Boulogne-Billancourt
- Montpellier Agglo Tri
- Triathlon Club Saint-Quentin
- Sablé Triathlon
- ASM Saint Etienne

### Femmes
- Beauvais Triathlon
- Montpellier Agglo Tri
- Besançon Triathlon

## Résultats

### Marseille[1]
| Position           | Hommes             | Femmes                |
| ------------------ | ------------------ | --------------------- |
| Médaille d'or      | Poissy Triathlon   | Montpellier Agglo Tri |
| Médaille d'argent  | Beauvais Triathlon | Beauvais Triathlon    |
| Médaille de bronze |                    |                       |

### Beauvais
| Position           | Hommes | Femmes |
| ------------------ | ------ | ------ |
| Médaille d'or      |        |        |
| Médaille d'argent  |        |        |
| Médaille de bronze |        |        |

### Saint-Jean-de-Monts
| Position           | Hommes                      | Femmes |
| ------------------ | --------------------------- | ------ |
| Médaille d'or      | Les Sables Vendée Tri       |        |
| Médaille d'argent  | Beauvais Triathlon          |        |
| Médaille de bronze | E.C. Sartrouville Triathlon |        |

### Vesoul
| Position           | Hommes                      | Femmes |
| ------------------ | --------------------------- | ------ |
| Médaille d'or      | E.C. Sartrouville Triathlon |        |
| Médaille d'argent  | Beauvais Triathlon          |        |
| Médaille de bronze | Montluçon Triathlon         |        |

### La Baule
| Position           | Hommes                      | Femmes |
| ------------------ | --------------------------- | ------ |
| Médaille d'or      | E.C. Sartrouville Triathlon |        |
| Médaille d'argent  | Beauvais Triathlon          |        |
| Médaille de bronze | Poissy Triathlon            |        |

## Classement général final
| Position | Hommes                      | Hommes | Femmes                      | Femmes |
| Position | Équipes                     | Points | Équipes                     | Points |
| -------- | --------------------------- | ------ | --------------------------- | ------ |
|          | E.C. Sartrouville Triathlon | 920    | Montpellier Agglo triathlon |        |
|          | Beauvais Triathlon          | 880    | Beauvais Triathlon          |        |
|          | Montluçon triathlon         | 790    |                             |        |
| 4e       |                             |        |                             |        |
| 5e       |                             |        |                             |        |
| 6e       |                             |        |                             |        |
| 7e       |                             |        |                             |        |
| 8e       |                             |        |                             |        |
| 9e       |                             |        |                             |        |
| 10e      |                             |        |                             |        |
| 11e      |                             |        |                             |        |
| 12e      |                             |        |                             |        |
| 13e      |                             |        |                             |        |
| 14e      |                             |        |                             |        |
| 15e      |                             |        |                             |        |
| 16e      |                             |        |                             |        |

## Résultats individuels
La troisième épreuve se déroulant à Saint-Jean-de-Monts est disputée sur un format relais et donc exclusivement par équipes. 
| Hommes                                          | Marseille | Beauvais | Vesoul | La Baule |
| ----------------------------------------------- | --------- | -------- | ------ | -------- |
| Andy Tarry (Montpellier Agglo Tri)              |           | 1er      |        |          |
| Yannick Bourseaux (Montluçon Triathlon)         |           | 2e       |        |          |
| Yohann Vincent (Montluçon Triathlon)            |           | 3e       |        |          |
| Simon Thompson (ASPTT Nancy)                    |           |          | 1er    |          |
| Stéphane Poulat (Beauvais Triathlon)            |           |          | 2e     | 3e       |
| Frédéric Belaubre (E.C. Sartrouville Triathlon) |           |          | 3e     |          |
| Sylvain Dodet (Poissy Triathlon)                |           |          |        | 1er      |
| Carl Blasco (Poissy Triathlon)                  |           |          |        | 2e       |

| Femmes                                  | Marseille | Beauvais | Vesoul | La Baule |
| --------------------------------------- | --------- | -------- | ------ | -------- |
| Cornelia Bourgadel (Beauvais Triathlon) | 2e        |          |        |          |